# Cortezca
Cortezca är en ort i Mexiko.   Den ligger i kommunen Tequila och delstaten Veracruz, i den sydöstra delen av landet, 240 km öster om huvudstaden Mexico City. Cortezca ligger 997 meter över havet och antalet invånare är 264.
Terrängen runt Cortezca är varierad. Runt Cortezca är det ganska tätbefolkat, med 100 invånare per kvadratkilometer. Närmaste större samhälle är Córdoba, 13,7 km norr om Cortezca. I omgivningarna runt Cortezca växer i huvudsak städsegrön lövskog.